# Frontieră triplă

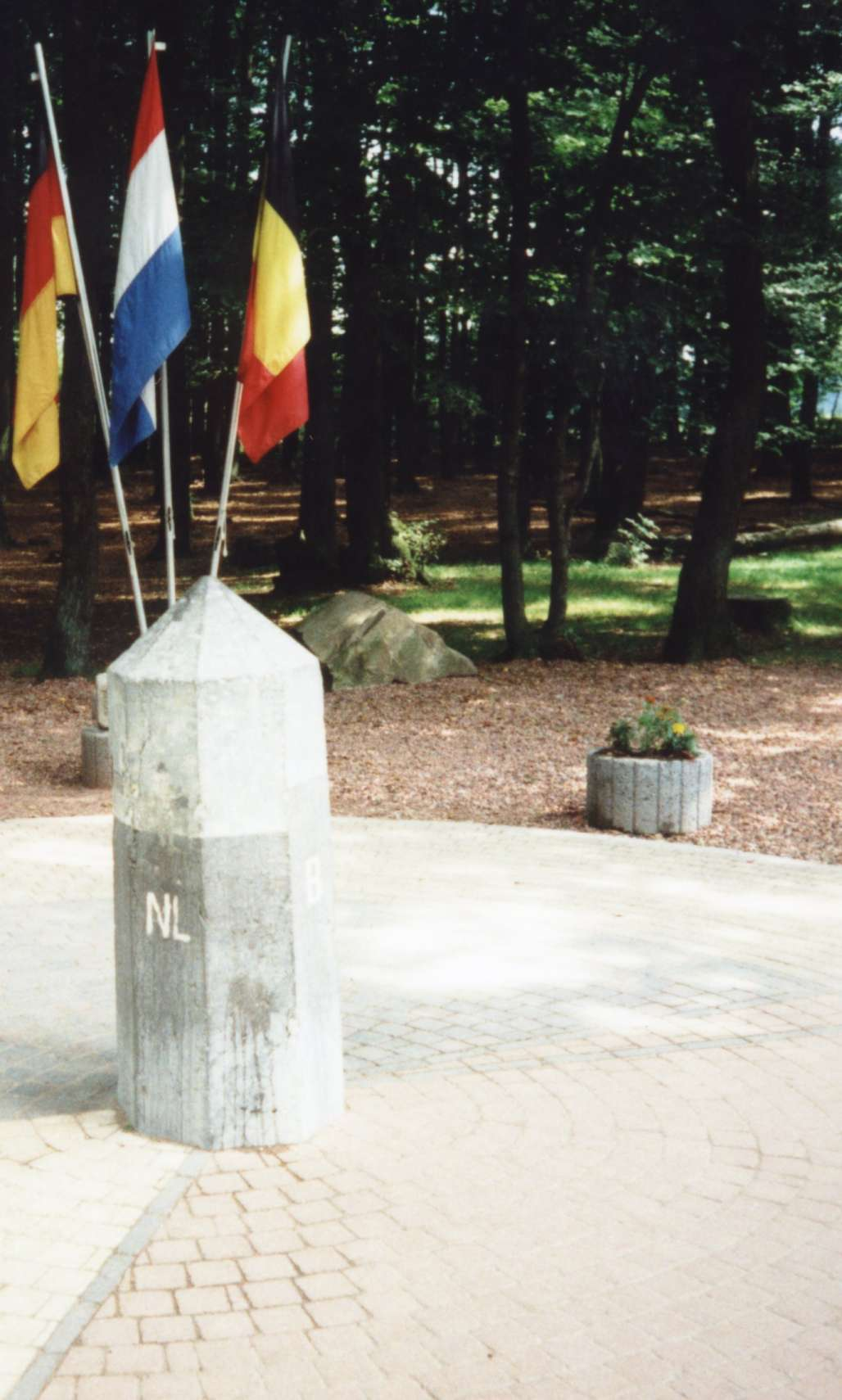
Vaalserberg: Colțul celor trei frontiere (D/NL/B)

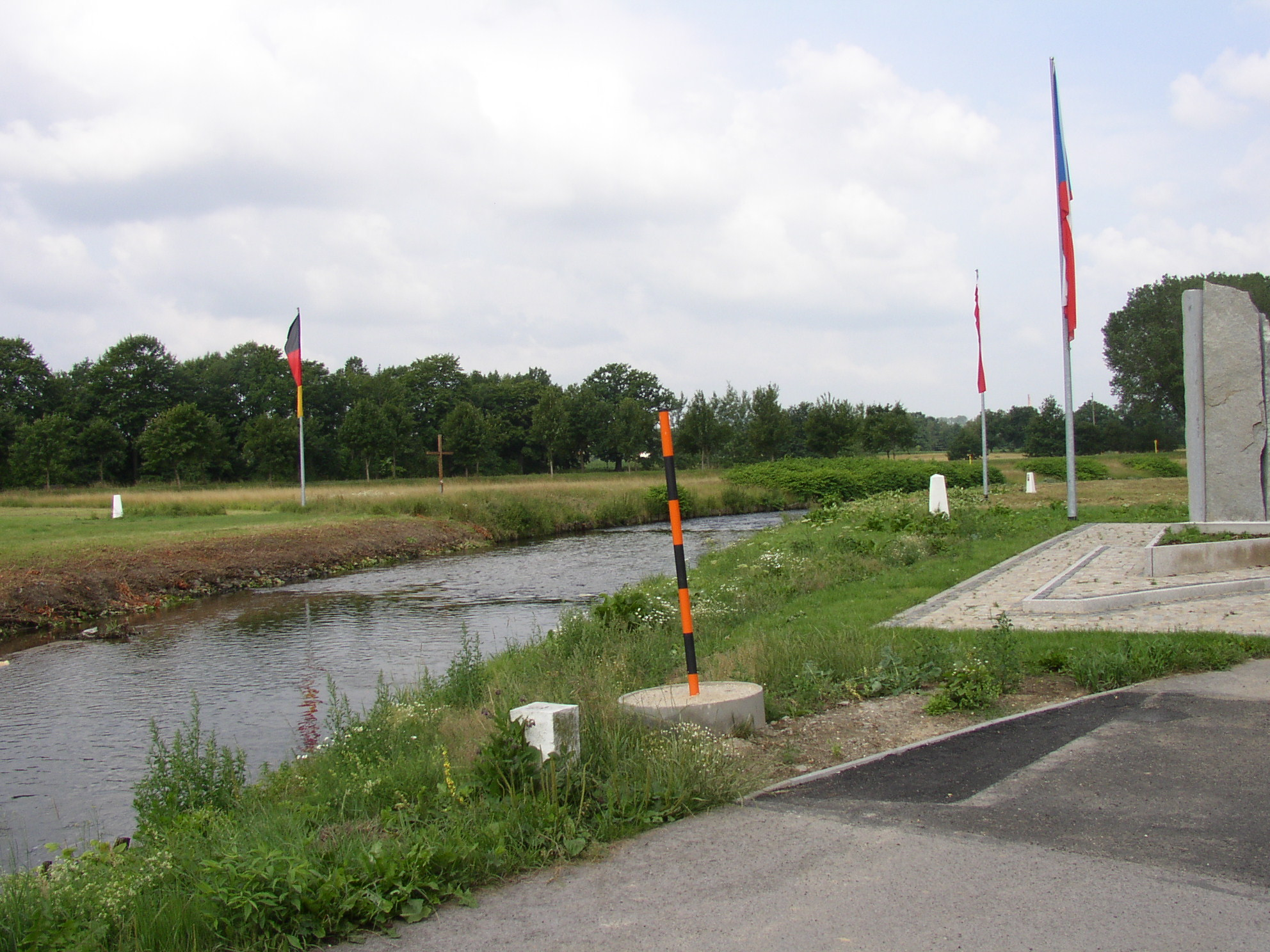
Zittau: Colțul celor trei frontiere (D/CZ/PL)

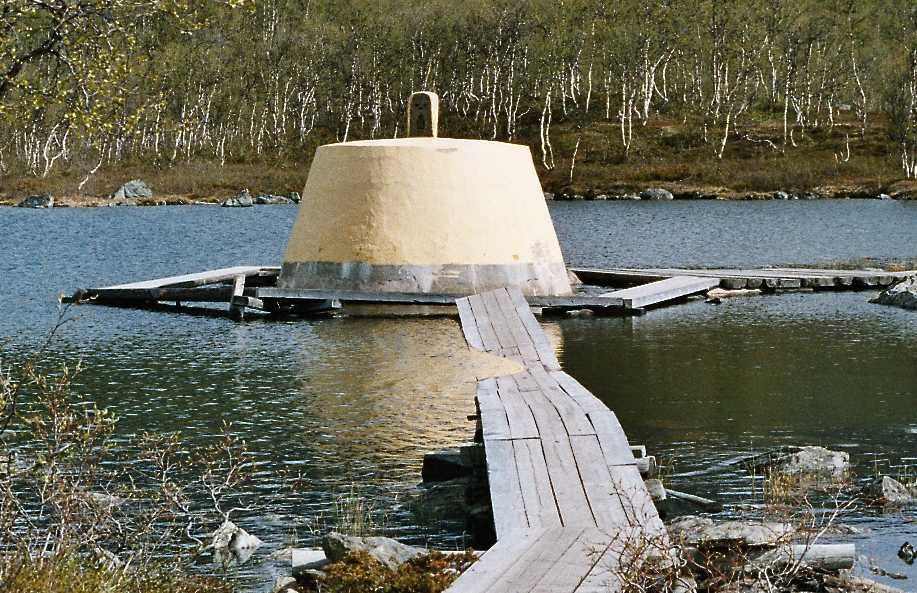
Treriksröset: Colțul celor trei frontiere FIN/N/S

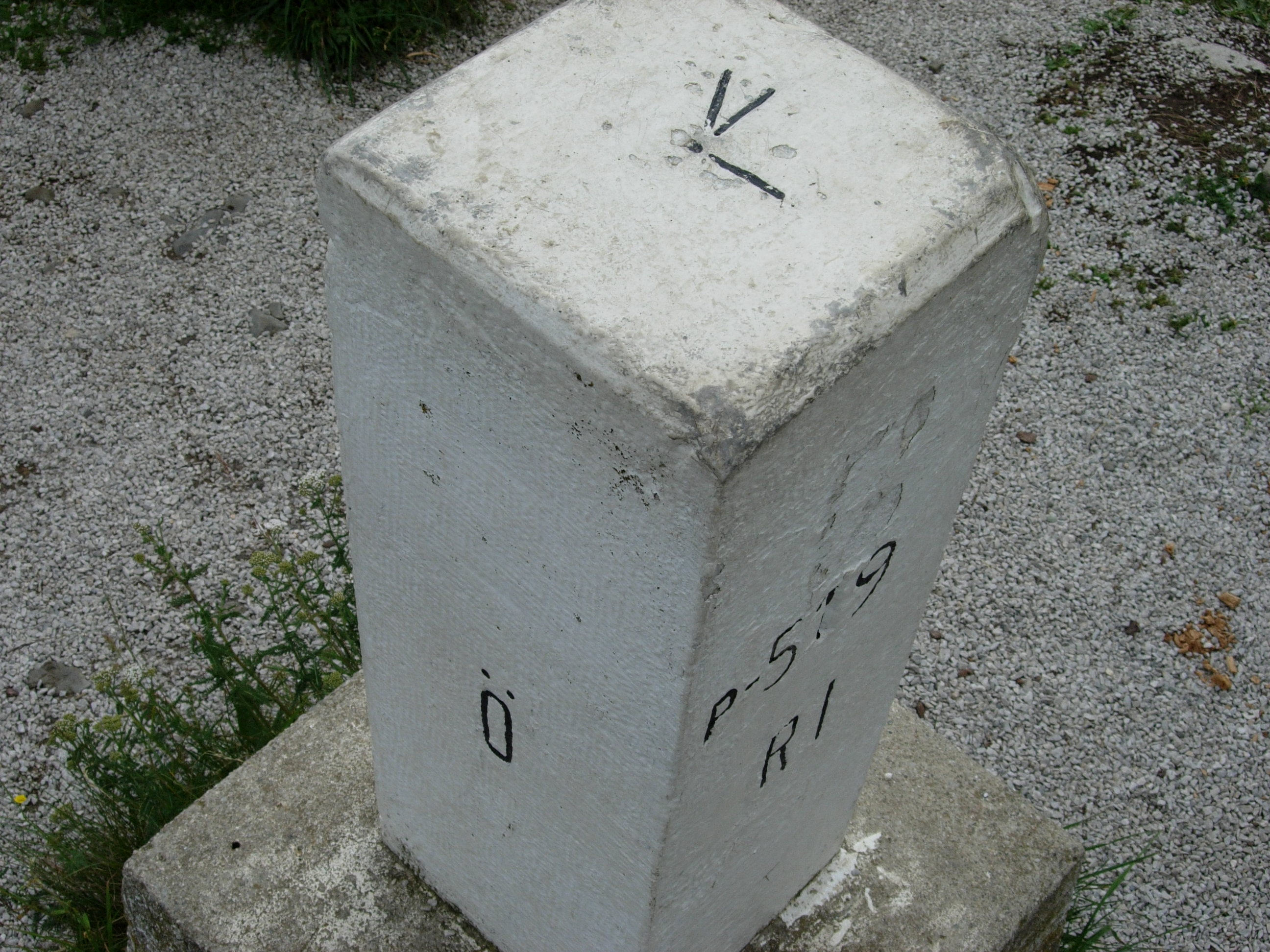
Muntele Ofen: piatră de hotar Colţul celor trei frontiere I/SLO/A

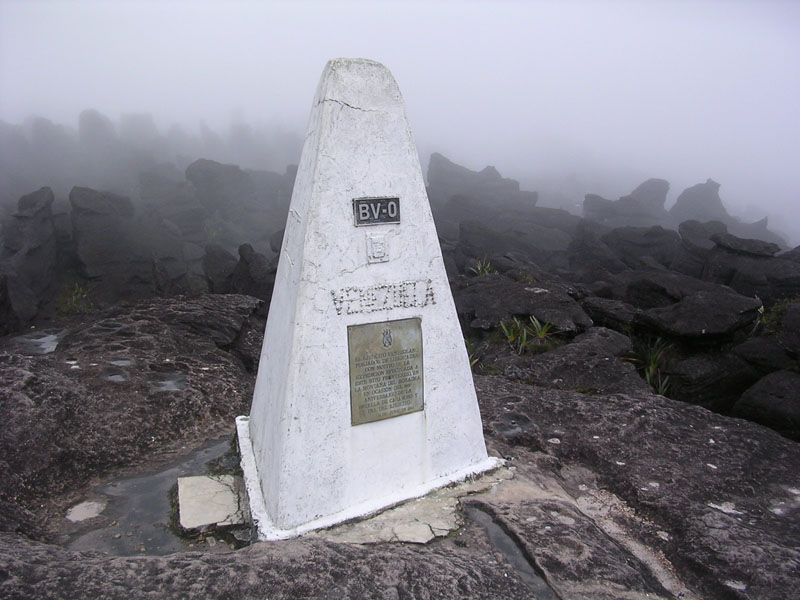
Monte Roraima: Colțul celor trei frontiere între Brazilia, Guyana și Venezuela

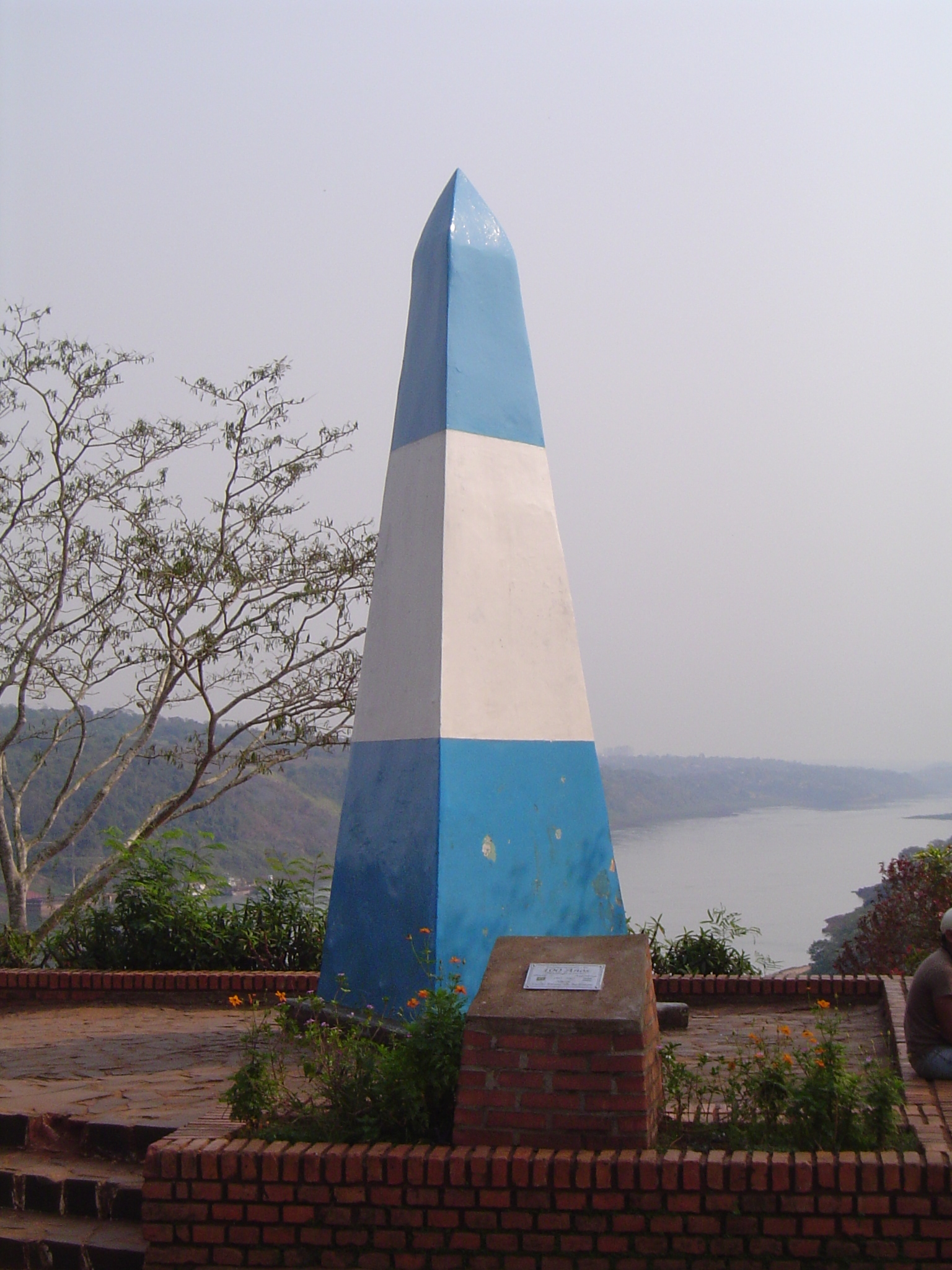
Argentina Colțul celor trei frontiere RA/BR/PY

Frontiera triplă (în engleză Tripoint, în germană Dreiländereck) este punctul geografic unde se întâlnesc granițele a trei țări, teritorii sau state federale. Acest punct este frecvent marcat de o piatră de hotar, un monument și de steagurile statelor vecine. În prezent se pot aminti 195 de țări pe glob care au un colț cu trei frontiere, putându-se număra în total 157 de asemenea puncte. Germania are de exemplu trei asemenea frontiere.

## Europa
- Albania – Grecia – Macedonia, la Prespa-See
- Albania – Macedonia – Kosovo, sud de Prizren în Kosovo
- Albania – Muntenegru – Kosovo, nord de Bajram Curri în Albania
- Andorra – Franța – Spania (est), în Pirinei
- Andorra – Franța – Spania (vest), în Pirinei
- Belgia – Germania – Luxemburg, Monumentul Europei de la Our lângă Sevenig
- Belgia – Germania – Olanda,  pe Vaalserberg vest de Aachen (Neutral-Moresnet a fost un Vierländereck (Colțul celor patru frontiere)
- Belgia – Franța – Luxemburg, la Longwy, Pétange, Aubange
- Bosnia-Herțegovina – Croația – Muntenegru, nord-est de Gruda în Croația
- Bosnia-Herțegovina – Croația – Serbia, vest de Omjelovo în Bosnia-Herțegovina
- Bosnia-Herțegovina – Muntenegru – Serbia, vest de Priboj în Serbia
- Bulgaria – Grecia – Macedonia, vest de Petritsch în Bulgaria
- Bulgaria – Grecia – Turcia, în comuna Trigono, vest de Edirne
- Bulgaria – Macedonia – Serbia, vest de Kjustendil în Bulgaria
- Bulgaria – România – Serbia, punctul de vărsare a Timokului în Dunăre, la est de Negotin în Serbia și la vest de Bregovo în Bulgaria
- Germania – Franța – Luxemburg, la Perl, Apach, Schengen în Mosel
- Germania – Franța – Elveția, la Basel, Huningue și Weil la Rhein pe Rin
- Germania – Polonia – Cehia, sud-est de Zittau
- Germania – Elveția – Austria, în Bodensee
- Germania – Cehia – Austria, la Plöckenstein (1320 m), Böhmerwald
- Estonia – Letonia – Rusia, vest de Stuborova în Letonia
- Finlanda – Norvegia – Rusia, nord-est de Ivalo în Finlanda
- Finlanda – Norvegia – Suedia, sued. Treriksröset, norv.Treriksrøysa, fin. Kolmen valtakunnan rajapyykki, vest de Kilpisjärvi în Finlanda
- Franța – Italia – Elveția, pe Mont Dolent (3820 m) aproape de Mont Blanc
- Italia – Elveția – Austria, aproape de Reschenpass la „Dreiländerecke“ (2.179 m)
- Italia – Slovenia – Austria, la Arnoldstein  pe Vf. Ofen (slov. Peč) alias Dreiländereck
- Croația – Serbia – Ungaria, nord-est de Gruda în Croația
- Croația – Slovenia – Ungaria, sud-est de Letenye în Ungaria
- Letonia – Lituania – Belarus, nord-est de Visaginas în Lituania
- Letonia – Rusia – Belarus, sud-estde Suskova în Letonia
- Liechtenstein – Elveția – Austria (Nordeck), în Rin la Sennwald
- Liechtenstein – Elveția – Austria (Südeck), în Rätikon la Naafkopf (2571 m)
- Lituania – Polonia – Rusia (Kaliningrad), vest de Wizajny în Polonia
- Lituania – Polonia – Belarus, vest de Druskininkai în Lituania
- Moldova – România – Ucraina (nord), nord-est de Darabani în România
- Moldova – România – Ucraina (sud), la 430 m în aval de vărsarea Prutului în Dunăre, la est de Giurgiulești în Moldova și la vest de Reni în Ucraina
- Polonia – Slovacia – Cehia, la Hrčava în Cehia și Jaworzynka în Polonia
- Polonia – Slovacia – Ucraina, nord-est de Nova Sedlica în Slovacia
- Polonia – Ucraina – Belarus, sud-est de Wlodawa în Polonia
- România – Serbia – Ungaria, sud de Kübekhaza în Ungaria
- România – Ucraina – Ungaria, nord-est de Nagyhódos în Ungaria
- Rusia – Ucraina – Belarus, sud-est de Homel în Belarus
- Slovacia – Ucraina – Ungaria, la Zahony în Ungaria
- Slovacia – Ungaria – Austria, la Deutsch Jahrndorf în Austria, Rajka în Ungaria
- Slovacia – Cehia – Austria, la Hohenau la March în Austria
- Slovenia – Austria – Ungaria, est de Tauka în Austria